# Dariusz Stawicki
Dariusz Stawicki – polski maszer, reprezentant PZSPZ (Polski Związek Sportu Psich Zaprzęgów), wychowanek klubu Husky Fun. Zdobywca Pucharu Europy (2008). Kilkukrotny zdobywca tytułu Wicemistrza Polski w klasie z dwoma i czterema psami. Wielokrotnie zajmował czołowe miejsca w zawodach cyklu Puchar Europy i Puchar Polski (2003-2008).
Pochodzi z Bytomia, od 5 lat mieszkaniec Radzionkowa, właściciel 8 psów rasy Siberian husky: Pongo, Sony, Vick, Fox, Ice, Łasek, Mickey i Nemo.